# Malafretaz
Malafretaz és un municipi francès situat al departament de l'Ain i a la regió d'Alvèrnia-Roine-Alps. L'any 2007 tenia 864 habitants.

## Demografia

### Població
El 2007 la població de fet de Malafretaz era de 864 persones. Hi havia 343 famílies de les quals 82 eren unipersonals (43 homes vivint sols i 39 dones vivint soles), 113 parelles sense fills, 121 parelles amb fills i 27 famílies monoparentals amb fills.
La població ha evolucionat segons el següent gràfic:
Habitants censats

### Habitatges
El 2007 hi havia 371 habitatges, 348 eren l'habitatge principal de la família, 10 eren segones residències i 13 estaven desocupats. 310 eren cases i 61 eren apartaments. Dels 348 habitatges principals, 262 estaven ocupats pels seus propietaris, 82 estaven llogats i ocupats pels llogaters i 5 estaven cedits a títol gratuït; 15 tenien dues cambres, 47 en tenien tres, 90 en tenien quatre i 198 en tenien cinc o més. 309 habitatges disposaven pel capbaix d'una plaça de pàrquing. A 127 habitatges hi havia un automòbil i a 196 n'hi havia dos o més.

### Piràmide de població
La piràmide de població per edats i sexe el 2009 era:
| Homes | Edats   | Dones |
| ----- | ------- | ----- |
| 0     | 95 o +  | 0     |
| 0     | 90 a 94 | 0     |
| 4     | 85 a 89 | 4     |
| 16    | 80 a 84 | 4     |
| 8     | 75 a 79 | 24    |
| 8     | 70 a 74 | 20    |
| 12    | 65 a 69 | 16    |
| 12    | 60 a 64 | 16    |
| 20    | 55 a 59 | 12    |
| 36    | 50 a 54 | 24    |
| 16    | 45 a 49 | 28    |
| 40    | 40 a 44 | 12    |
| 16    | 35 a 39 | 28    |
| 28    | 30 a 34 | 44    |
| 20    | 25 a 29 | 8     |
| 28    | 20 a 24 | 8     |
| 16    | 15 a 19 | 36    |
| 8     | 10 a 14 | 16    |
| 12    | 5 a 9   | 28    |
| 20    | 0 a 4   | 20    |

## Economia
El 2007 la població en edat de treballar era de 553 persones, 443 eren actives i 110 eren inactives. De les 443 persones actives 426 estaven ocupades (238 homes i 188 dones) i 18 estaven aturades (5 homes i 13 dones). De les 110 persones inactives 47 estaven jubilades, 36 estaven estudiant i 27 estaven classificades com a «altres inactius».

### Ingressos
El 2009 a Malafretaz hi havia 350 unitats fiscals que integraven 891 persones, la mediana anual d'ingressos fiscals per persona era de 19.123 €.

### Activitats econòmiques
Dels 39 establiments que hi havia el 2007, 1 era d'una empresa extractiva, 1 d'una empresa alimentària, 4 d'empreses de fabricació d'altres productes industrials, 12 d'empreses de construcció, 5 d'empreses de comerç i reparació d'automòbils, 3 d'empreses de transport, 6 d'empreses d'hostatgeria i restauració, 2 d'empreses immobiliàries, 1 d'una empresa de serveis, 1 d'una entitat de l'administració pública i 3 d'empreses classificades com a «altres activitats de serveis».
Dels 17 establiments de servei als particulars que hi havia el 2009, 2 eren tallers de reparació d'automòbils i de material agrícola, 1 guixaire pintor, 5 fusteries, 1 lampisteria, 3 electricistes, 4 restaurants i 1 saló de bellesa.
L'únic establiment comercial que hi havia el 2009 era una fleca.
L'any 2000 a Malafretaz hi havia 14 explotacions agrícoles que ocupaven un total de 636 hectàrees.

## Equipaments sanitaris i escolars
El 2009 hi havia una escola elemental integrada dins d'un grup escolar amb les comunes properes formant una escola dispersa.

## Poblacions més properes
El següent diagrama mostra les poblacions més properes.